# Peter de Klerk
Pas d'image ? Cliquez ici
Peter de Klerk est un pilote de Formule 1 sud-africain né à Pilgrim's Rest le 16 mars 1935 et mort à Johannesbourg le 11 juillet 2015. Il participe à quatre Grands Prix de Formule 1 et six courses hors-championnat entre 1962 et 1970.

## Biographie
Mécanicien automobile, Peter de Klerk s'exile au Royaume-Uni en 1961 dans l'espoir de faire du sport automobile. N'ayant pas assez de moyens financiers, il rentre en Afrique du Sud après avoir travaillé quelque temps et s'achète une Cooper pour la transformer en monoplace de Formule 1 ; il y installe un moteur Alfa Romeo et lui donne le nom d'Alfa Special Special. Il crée un championnat national avec d'autres pilotes en 1962 et remporte le Grand Prix automobile du Mozambique.
En 1963, il remporte trois courses et s'inscrit à son Grand Prix national. Seizième des essais, il abandonne en course après la casse de sa boîte de vitesses. En 1964, il remporte quatre courses hors-championnat. En 1965, il s'inscrit une nouvelle fois au Grand Prix d'Afrique du Sud et termine dixième. Parallèlement, il participe au Grand Prix du Rand sur une Brabham BT11 (son Alfa Special  n'est plus assez compétitive) et finit deuxième. En 1966, il participe encore une fois au Grand Prix d'Afrique du Sud, hors-championnat du monde, au volant de sa Brabham et abandonne.
Entre 1967 et 1968, il ne trouve pas de volant. LDS, qui ne peut pas lui confier de voiture, engage sa Brabham dépassée lors de quelques épreuves locales sans grand succès (hormis une quatrième place).
En 1969, il participe au Grand Prix d'Afrique du Sud au volant d'une Brabham BT20 et finit à treize tours du vainqueur. En 1970, avec une Brabham BT26A, il remporte une course et termine troisième du championnat national. En 1971, il loue une Lola de Formule 5000 qu'il remplace ensuite par une Lotus-Cosworth et termine huitième du championnat national. 
En 1972, il termine à deux reprises deuxième mais abandonne le reste du temps ; il se classe septième du championnat. En 1973, il tente une dernière fois l'expérience avec une Chevron-FVC de Formule 5000 mais reste dans le milieu du peloton. 
Il délaisse ensuite la monoplace pour se consacrer aux voitures de tourisme et met un terme définitif à sa carrière en 1983.

## Résultats en championnat du monde de Formule 1
| Saison | Écurie       | Châssis              | Moteur           | Pneus    | GP disputés | Points inscrits | Classement |
| ------ | ------------ | -------------------- | ---------------- | -------- | ----------- | --------------- | ---------- |
| 1963   | Otelle Nucci | Alfa Special Special | Alfa Romeo L4    | Dunlop   | 1           | 0               | n.c.       |
| 1965   | Otelle Nucci | Alfa Special Special | Alfa Romeo L4    | Dunlop   | 1           | 0               | n.c.       |
| 1969   | Jack Holme   | Brabham BT20         | Repco V8         | Dunlop   | 1           | 0               | n.c.       |
| 1970   | Team Gunston | Brabham BT26A        | Ford Cosworth V8 | Goodyear | 1           | 0               | n.c.       |

## Résultats aux 24 heures du Mans
| Année | Châssis          | Écurie                        | Coéquipier  | Résultat |
| ----- | ---------------- | ----------------------------- | ----------- | -------- |
| 1966  | Porsche 904/6 LH | Porsche System Engineering    | Udo Schütz  | 6e       |
| 1967  | Lola T70 Mk III  | Lola Cars Ltd. - Team Surtees | Chris Irwin | Abandon  |